# Francesca Rinaldi
Francesca Rinaldi (Roma, 5 maggio 1973) è un'attrice e doppiatrice italiana.

## Biografia
È figlia dell'attore e doppiatore Peppino Rinaldi e dell'attrice Maria Pia Casilio. Ha un fratello, il doppiatore e attore Massimo Rinaldi, ed una sorella, la doppiatrice Antonella Rinaldi.
Ha recitato in TV ed al cinema fin da bambina. Nel periodo 1991-1994 ha preso parte a tre edizioni del programma televisivo Non è la Rai ed ai suoi relativi spin-off. 
Ha lavorato, tra l'altro, nei film Il coraggio di parlare (1987), regia di Leandro Castellani, e poi in Infelici e contenti (1992), regia di Neri Parenti (al fianco di Renato Pozzetto ed Ezio Greggio). Il suo volto è divenuto noto per aver interpretato il personaggio di Daniela Rocca nella serie televisiva Il maresciallo Rocca.
Come vari componenti della sua famiglia ha lavorato intensamente pure come doppiatrice, sia per il cinema (tra i suoi lavori La città proibita e Twilight) che per la televisione (ALF, A sud del Paradiso, Desperate Housewives).
È la voce di Flawipowi nel cartone animato Bibi piccola strega.

## Filmografia

### Cinema
- Oggetti smarriti, regia di Giuseppe Bertolucci (1980)
- Il minestrone, regia di Sergio Citti (1981)
- La caduta degli angeli ribelli, regia di Marco Tullio Giordana (1981)
- Giuramento, regia di Alfonso Brescia (1982)
- Desiderio, regia di Anna Maria Tatò (1983)
- Laura... a 16 anni mi dicesti sì, regia di Alfonso Brescia (1983)
- Il coraggio di parlare, regia di Leandro Castellani (1987)
- Infelici e contenti, regia di Neri Parenti (1992)

### Televisione
- Benedetta & Company, regia di Alfredo Angeli – miniserie TV, 6 puntate (1983)
- Io e il duce, regia di Alberto Negrin – miniserie TV, 3 puntate (1985)
- Orazio – sitcom (1985)
- Non è la Rai – programma TV (Canale 5, 1991-1993; Italia 1, 1993-1994)
- Primadonna (Italia 1, 1991)
- Capodanno con Canale 5 (Canale 5, 1991-1992, 1992-1993)
- Serata d'amore per San Valentino (Canale 5, 1992)
- Carnevale con Canale 5 (Canale 5, 1992)
- La notte della bellezza (Canale 5, 1992)
- La grande festa di Non è la Rai (Canale 5, 1992)
- Bulli & pupe (Canale 5, 1992)
- Rock 'n' Roll (Italia 1, 1993)
- L'ispettore Sarti – serie TV, 6 episodi (1994)
- Il maresciallo Rocca – serie TV, 28 episodi (1996-2005)
- Dove comincia il sole – serial TV (1997)
- Ricominciare – soap opera (2000-2001)

## Doppiaggio

### Cinema
- Scarlett Byrne in Harry Potter e i Doni della Morte - Parte 1, Harry Potter e i Doni della Morte - Parte 2
- Jodie Foster in Due ragazzi e un leone
- Matthew Garber in Le tre vite della gatta Tomasina
- Erika Christensen in Flightplan - Mistero in volo
- Hannah New in Maleficent
- Sharmila Tagore in Aradhana
- Sofía Buenaventura in Monos - Un gioco da ragazzi
- Marie-Julie Baup in L'esplosivo piano di Bazil
- Lee Il-hwa in My Name Is Loh Kiwan
- Kumiko Aso in Kyashan - La rinascita

### Film d'animazione
- Glee in Barbie Fairytopia
- Cameriera coniglietta in Kung Fu Panda
- CereCere/Sailor Ceres in Pretty Guardian Sailor Moon Eternal[3]
- Chloe Park in Siamo solo orsi - Il film[4]

### Film e serie TV
- Francia Raisa in Nolan - Come diventare un supereroe
- María Fernanda Neil in El refugio
- Victoria Maurette in Rebelde Way (2° doppiaggio)
- Isabella Cristina Restrepo in Io sono Franky
- Nicole Luis in Il mondo di Patty
- Emily Shaqiri in Idol × Warrior Miracle Tunes!
- Kelly Duran in Somos tú y yo
- Jessica Wallenfels in I segreti di Twin Peaks
- Ceren Taşçı in Daydreamer - Le ali del sogno
- Laura Dreyfuss in Glee
- Madison Pettis in Life with Boys (2° doppiaggio)
- Stéfi Celma in Chiami il mio agente!
- Benji Gregory in ALF
- Sally Wilcox in Spooksville

### Serie animate
- Magà, La Mamma di Magà in Le avventure dell'Ape Magà
- Makoto Ōno in Hi Score Girl
- Guila in The Seven Deadly Sins - Nanatsu no taizai
- Gatto/Briciola (st.2 ep.11) in Wander
- Emily/Glitter Rosa in Glitter Force
- Chloe Park in We Bare Bears - Siamo solo orsi
- Maya in Il circo di Jojo
- Flawipowi in Bibi piccola strega
- Personaggi vari in Winx Club
- Kitty in Le fiabe di Hello Kitty, Impariamo con Hello Kitty, Hello Kitty e i suoi amici
- Glee in Barbie Fairytopia
- Coniglietta in Cocomon
- Françoise in Sugarbunnies
- Lulu in My Life Me
- Aelita Schaeffer in Code Lyoko - Evolution
- Beth in Olly il sottomarino
- Eto Yoshimura in Tokyo Ghoul
- Yuriko Nishinotouin in Kakegurui
- Monroe in My Giant Friend
- Maria in Sally Bollywood
- Maria e Giovanna in Floopaloo (st. 2)
- Mina in Jelly Jamm
- Kocho in Inuyasha
- Aoi Sakamoto in Sakamoto Days[5]
- Karura Kure e Shion Soryuin in Kengan Ashura
- Lily in Kate e Mim-Mim
- Malika in Charlie è tardi
- Rosie in Insieme a Rosie
- Pam, la figlia di Jerome ne I Griffin
- Paper Star in Carmen Sandiego
- Pinocchio in Pinocchio and Friends
- Ally in Anfibia

### Videogiochi
- Faye Lee in Binary Domain[6]